# Valerij Ničuškin
Valerij Ivanovič Ničuškin (rusky Валерий Иванович Ничушкин;* 4. března 1995 Čeljabinsk) je ruský hokejový útočník, hrající v zámořské NHL za tým Colorado Avalanche.

## Hráčská kariéra
Narodil se v ruském městě Čeljabinsk, ve kterém nastartoval svou kariéru v místní mládežnickém týmu Bělyje medvědi Čeljabinsk. V sezoně 2011/12 a 2012/13 hrál juniorskou nejvyšší soutěž v Rusku MHL. První sezónu odehrál v pouhých 16 letech, odehrál celkem 38 zápasů. V roce 2012 byl vybrán v draftu KHL mateřským týmem Traktor Čeljabinsk hned v prvním kole z 11. pozice. V listopadu 2012 byl poprvé jmenován do jmenován do kádru Traktoru a debutoval v zápase proti Barys Astana. V sezoně nakonec odehrál za Traktor 18 zápasů, ve kterých zaznamenal šest kanadských bodů. V playoff přidal 9 kanadských bodů z 25 zápasů. V prvním ročníku KHL doputoval s týmem až do finále o Gagarinův pohár, ve kterém ale prohráli nad týmem HK Dynamo Moskva 2:4 na zápasy. Poté, co byl zvolen v lednu, únoru a březnu 2013 nejlepším nováčkem měsíce v KHL, nakonec vyhrál trofej Alexeje Čerepanova jako nejlepší nováček sezóny.
1. května 2013 získala hráčská práva Ničuškina HK Dynamo Moskva a měl platnou smlouvu v KHL až do roku 2015. V létě 2013 před draftem NHL byl jako jeden z nejslibnějších talentů. Na konci května 2013 ukončil smlouvu s Dynamem Moskva aby mohl hrát v NHL. V draftu byl vybrán týmem Dallas Stars v prvním kole z celkového desátého místa. S Dallasem Stars se v červenci 2013 dohodl na tříleté smlouvě. První ročník v nejprestižnější lize světa NHL, odehrál pouze v hlavním kádru Dallasu, vynechal pouze tři zápasy. Se 79 odehraných zápasů nasbíral 34 kanadských bodů (14+20). Za skvělé výkony byl nominován do Ruské soupisky pro zimní olympijské hry ve Vancouver. Převážnou část sezony 2014/15 musel vynechal kvůli zranění Kyčelního kloubu, která vyžadovala operace. Po uzdravení odehrál na rozehraní pět zápasů ve farmě Dallasu týmu Texas Stars. Po skončení sezony v NHL měl zájem reprezentovat Rusko na mistrovství světa konané v Praze. V širší nominaci musel hlavní trenér Oļegs Znaroks vyškrtnout dva hráče, právě Ničuškina a Jegora Averina. 
Po návratu do KHL trvalo Ničuškinovi déle na změnu hracího tandemu, až v desátém zápase se mu podařilo vstřelit branku. Později se mu začínalo dařit v produktivitě a nakonec reprezentoval ruský národní tým, nejprve v přípravným turnaji Euro Hockey Tour a nakonec ho hlavní trenér nominoval na světový šampionát konaná ve Francii a Německu. Z MS získali bronzové medaile. V ročníku se taktéž ukázal i jako rváč, v 35 minutě úmyslně Jevgenij Arťuchin z HK Sibir Novosibirsk chtěl udeřit Ničuškina loktem do hlavy, to si nenechal líbit a vyzval Arťuchina v nerovnoměrném souboji k rvačce. I když je Arťuchin o téměř 25 kilo těžší, nevedl si Ničuškin špatně a uštědřil soupeře několika ranami ale později nakonec sám podlehl, diváci ocenili jeho snahu a bojovnost potleskem.  Možnost vrátit se do organizace Dallas Stars potvrdil zájem samotný klub. Dallas Stars chránil jeho hráčská práva při rozšiřovacím draft pro nově vzniklí klub Vegas Golden Knights. Ředitel skautingu Stars Joe McDonnell sám řekl, ”Nakonec ale bude záležet jen na něm, zda se bude chtít vrátit”. 

## Ocenění a úspěchy
- 2013 KHL - Nováček měsíce ledna
- 2013 KHL - Nováček měsíce února
- 2013 KHL - Nováček měsíce března
- 2013 KHL - Trofej Alexeje Čerepanova
- 2017 KHL - Utkání hvězd

## Prvenství

### KHL
- Debut - 21. listopadu 2012 (Traktor Čeljabinsk proti Barys Astana)
- První asistence - 28. listopadu 2012 (Traktor Čeljabinsk proti Traktor Čeljabinsk)
- První gól - 8. ledna 2013 (HC Slovan Bratislava proti Traktor Čeljabinsk, slovenskému brankáři Jaroslavu Janusovi)

### NHL
- Debut - 3. října 2013 (Dallas Stars proti Florida Panthers)
- První asistence - 20. října 2013 (Dallas Stars proti Anaheim Ducks)
- První gól - 3. listopadu 2013 (Dallas Stars proti Ottawa Senators, americkému brankáři Craig Anderson)

## Klubové statistiky
| Sezóna      | Klub                      | Soutěž      |     | Základní část | Základní část | Základní část | Základní část | Základní část |    | Play off | Play off | Play off | Play off | Play off |
| Sezóna      | Klub                      | Soutěž      | Z   | G             | A             | B             | TM            | Z             | G  | A        | B        | TM       |          |          |
| 2011/12     | Bělyje medvědi Čeljabinsk | MHL         | 38  | 4             | 6             | 10            | 6             | —             | —  | —        | —        | —        |          |          |
| 2012/13     | Bělyje medvědi Čeljabinsk | MHL         | 9   | 4             | 4             | 8             | 0             | —             | —  | —        | —        | —        |          |          |
| 2012/13     | Chelmet Čeljabinsk        | VHL         | 15  | 8             | 2             | 10            | 4             | —             | —  | —        | —        | —        |          |          |
| 2012/13     | Traktor Čeljabinsk        | KHL         | 18  | 4             | 2             | 6             | 0             | 25            | 6  | 3        | 9        | 0        |          |          |
| 2013/14     | Dallas Stars              | NHL         | 79  | 14            | 20            | 34            | 8             | 6             | 1  | 1        | 2        | 2        |          |          |
| 2014/15     | Dallas Stars              | NHL         | 8   | 0             | 1             | 1             | 2             | —             | —  | —        | —        | —        |          |          |
| 2014/15     | Texas Stars               | AHL         | 5   | 0             | 4             | 4             | 12            | —             | —  | —        | —        | —        |          |          |
| 2015/16     | Dallas Stars              | NHL         | 79  | 9             | 20            | 29            | 12            | 10            | 0  | 1        | 1        | 2        |          |          |
| 2016/17     | CSKA Moskva               | KHL         | 36  | 11            | 13            | 24            | 9             | 9             | 1  | 4        | 5        | 4        |          |          |
| 2017/18     | CSKA Moskva               | KHL         | 50  | 16            | 11            | 27            | 14            | 19            | 3  | 6        | 9        | 4        |          |          |
| 2018/19     | Dallas Stars              | NHL         | 57  | 0             | 10            | 10            | 0             | 1             | 0  | 0        | 0        | 0        |          |          |
| 2019/20     | Colorado Avalanche        | NHL         | 65  | 13            | 14            | 27            | 14            | 15            | 2  | 1        | 3        | 2        |          |          |
| 2020/21     | Colorado Avalanche        | NHL         | 55  | 10            | 11            | 21            | 4             | 10            | 1  | 2        | 3        | 10       |          |          |
| 2021/22     | Colorado Avalanche        | NHL         | 62  | 25            | 27            | 52            | 14            | 20            | 9  | 6        | 15       | 8        |          |          |
| 2022/23     | Colorado Avalanche        | NHL         | 53  | 17            | 30            | 47            | 2             | 2             | 1  | 0        | 1        | 0        |          |          |
| 2023/24     | Colorado Avalanche        | NHL         | 54  | 28            | 25            | 53            | 22            | 8             | 9  | 1        | 10       | 2        |          |          |
| 2024/25     | Colorado Avalanche        | NHL         | 43  | 21            | 13            | 34            | 8             | 7             | 3  | 1        | 4        | 0        |          |          |
| NHL celkově | NHL celkově               | NHL celkově | 555 | 137           | 171           | 308           | 86            | 79            | 26 | 13       | 39       | 26       |          |          |
| KHL celkově | KHL celkově               | KHL celkově | 104 | 31            | 26            | 57            | 23            | 53            | 10 | 13       | 23       | 8        |          |          |

## Reprezentace
| Rok                       | Tým                       | Soutěž                    | Z  | G | A | B  | TM |
| ------------------------- | ------------------------- | ------------------------- | -- | - | - | -- | -- |
| 2012                      | Rusko 18                  | MS-18                     | 6  | 2 | 0 | 2  | 0  |
| 2013                      | Rusko 18                  | MS-18                     | 6  | 4 | 3 | 7  | 0  |
| 2013                      | Rusko 20                  | MSJ                       | 6  | 1 | 1 | 2  | 25 |
| 2014                      | Rusko                     | OH                        | 5  | 1 | 0 | 1  | 0  |
| 2014/2015                 | Rusko                     | EHT                       | 2  | 0 | 2 | 2  | 2  |
| 2016/2017                 | Rusko                     | EHT                       | 9  | 1 | 4 | 5  | 0  |
| 2017                      | Rusko                     | MS                        | 6  | 0 | 3 | 3  | 0  |
| Juniorská kariéra celkově | Juniorská kariéra celkově | Juniorská kariéra celkově | 18 | 7 | 4 | 11 | 25 |
| Seniorská kariéra celkově | Seniorská kariéra celkově | Seniorská kariéra celkově | 22 | 2 | 9 | 11 | 2  |